# Шон Майклз
Шон Майклз (англ. Shawn Michaels; справжнє ім'я Майкл Шон Хікенботтом, англ. Michael Shawn Hickenbottom; нар. 22 липня 1965) — відомий колишній реслер, а також телеведучий. На даний момент має контракт з WWE (де виступав більшість своєї кар'єри), де виступає у ролі колишньої суперзірки та легенди компанії. в WWE виступав з 1988 року до 1998, але змушений був згорнути активну діяльність реслера через травму. З 1998 по 2002 виступав у ролі нереслера. Відновив виступи 2002 року і виступав до 2010 року. Протягом всієї кар'єри був одним з ключових персонажів та брав участь у величезній кількості головних подій. Також вів передачу на Outdoor Channel.
Майклз введений в Зал Слави WWE в 2011 році. За свою кар'єру чотири рази ставав світовим чемпіоном: тричі чемпіоном WWF та одного разу чемпіоном у важкій вазі. Він також виграв королівські битви 1995 та 1996 років та став першим володарем Великого Шлему в компанії. На даний момент проживає в Сан-Антоніо зі своєю дружиною Ребеккою та двома дітьми.

## Раннє життя
Народився 22 липня 1965 року, в Чандлері, Аризона. Є наймолодшою четвертою дитиною в сім'ї (має двох братів Ренді та Скотта і сестру Шарі). Через батька-військового перші роки життя провів в Редінгу, але потім зростав в Сан-Антоніо, в Техасі. Ще дитиною не полюбив ім'я Майкл, тому сім'я і друзі називали його Шоном.
В 12 років зрозумів, що хоче бути реслером, але вже в той час вів активну спортивну кар'єру: з 6 років грав у американський футбол і, навіть, через деякий час став капітаном шкільної команди. Після закінчення школи поступив у Техаський державний університет, але зрозумів, що навчання не для нього. Він кидає університет і вирішує стати професійним реслером.

## Професійна кар'єра

### Ранній період (1984–1988)
Шон почав тренуватися у мексиканського професійного реслера Хосе Лотаріо. В цей час він вирішує взяти собі псевдонім «Шон Майклз». Під цим ім'ям він і дебютував в таких реслінг-федераціях, як Mid-South Wrestling та Texas All-Star Wrestling (TASW) в жовтні 1984 року (йому було лише 19 років). В TASW він замінив Ніка Кініскі в команді American Breed, де його партнером був Пол Даймонд. Команда була удостоєна командного чемпіонства TASW. Пізніше команда була перейменована на American Force. Central States Wrestling — ще одне місце праці Шона. В цій федерації він разом з партнером по команді Марті Джанетті переміг The Batten Twins і здобув командне чемпіонство Central States Wrestling, однак, через деякий час The Batten Twinc взяли реванш. В 1985 році Майклз декілька раз з'являвся в техаській федерації World Class Championship Wrestling.
Шон зробив дебют на національному рівні в 20 років, коли почав виступати в American Wrestling Association (AWA), знову об'єднавшись в команду з Марті. Їхня команда називалася The Midnight Rockers і володіла титулом командних чемпіонів, які вони виграли в Дага Сомерса та Бадді Роуза. В 1987 році їхня команда була підписана WWF, а вже через два тижні їх звільнили через інцидент, що стався в барі («невеличке недорозуміння», як пізніше Майклз висловиться в своїй біографії). Вони повернулися до AWA, але через рік WWF знову їх підписала.

### World Wrestling Federation

#### Команда The Rockers (1988–1991)

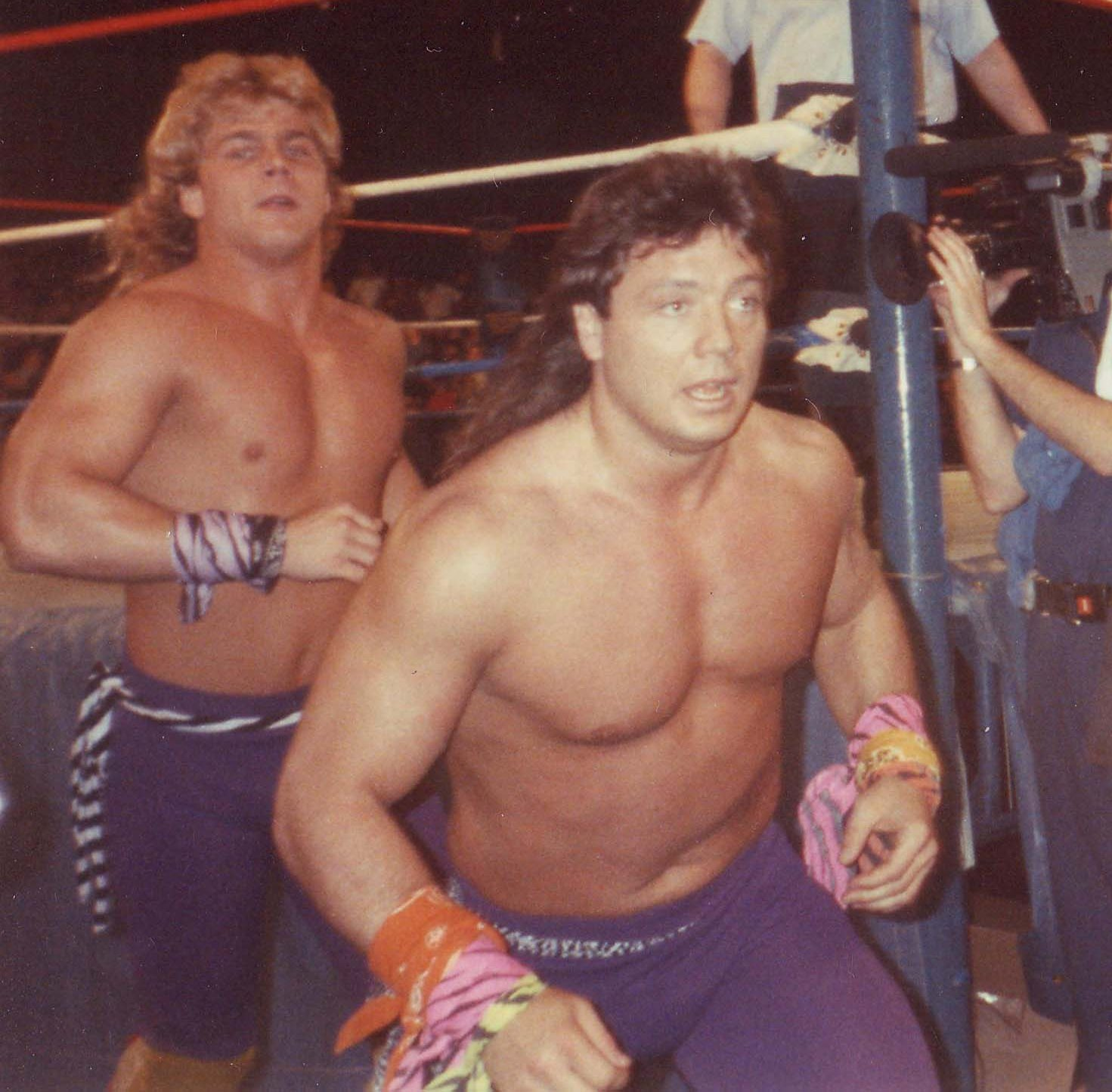
The Rockers (Шон позаду)

Повторний дебют Шона та Марті відбувся 7 липня 1988 року, але через бажання Вінса Макмегона, щоб його працівники володілили екслюзивними для WWF назвами, команда була перейменована на The Rockers. Команда була дуже популярною протягом цього часу в дітей та жінок, але в основному не виходила на основні ролі у федерації. Першим дебютом в головній події PPV став командний поєдинок 4 на 4 на Survivor Series 1989.
В жовтні 1990 року команда виграє титул командних чемпіонів, здолавши The Hart Foundation (Брет Харт та Джим Нейдхарт), оскільки Джим оголосив про своє звільнення з компанії. Однак, зовсім скоро Нейдхарт домовився з керівництвом і пролонгував контракт, а командні титули повернулися до Хартів. Осільки попередній матч не транслювався, то лише після поширення новин про зміну чемпіонів керівництво заявило, що результат матчу був скасований через те, що під час матчу був пошкоджений ринг (канати справді впали, але це не завдало ніякої шкоди реслерам). Співпраця Шона та Марті тривала до 2 грудня 1991 року, коли, під час Barber Shop, Шон виконав своєму партнеру суперкік та кинув його у вітрину. Після цього шляхи реслерів розійшлися: Джанетті добився лише локального успіху і звільнився в 1994 році, а Шон став одним з найперспективніших лиходіїв компанії.

#### HBK (1992–1995)

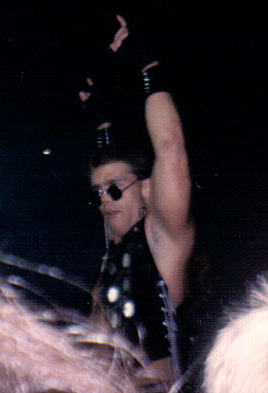
На одному із шоу в 1994 році

Прислухавшись до поради Курта Хенніга, Майклз бере новий нікнейм — Heartbreak Kid (Хартбрейк Кід — «Розбивач сердець»). Окрім нового ніку, він і змінив гіммік — розпочав грати лиходія. Також, він почав з'являтися з самозакоханим менеджером — Сенсаційною Шеррі — яка, згідно з сюжетом, закрутила йому голову. Вона навіть заспівала першу версію музичної теми Шона — пісню «Sexy Boy». Протягом цього періоду в Шона появилася нова фішка: після кінця шоу він завжди повторював «Шон Майклз покинув будівлю», що навіювало спогади про Елвіса Преслі («Елвіс покинув будівлю»).
На Реслманії VIII він змагався у своєму першому поєдинку на платному шоу: він переміг Ель Матадора; обидва до того викинули один одного на Royal Rumble 1992. Скоро він стає претендентом на чемпіонські пояси. Проте, Майклз не зумів забрати титул чемпіона WWF у Ренді Севіджа на шоу UK Rampage, яке відбулося 19 квітня на Sheffield Arena. Не зумів він і вибороти інтерконтинентальний пояс у Брета Харта. Сам матч був першим у WWF матчем з драбинами і відбувся 21 липня на шоу Wrestling Challenge. Лише на Saturday Night's Main Event він врешті-реш здобув інтерконтинентальний титул, здолавши Британського Бульдога. Був ще і успішний захист титулу проти того ж Бульдога на Survivor Series 1992. В цей час Шон розбігся з Шеррі та розпочав нетривалу ворожнечу з колишнім партнером по The Rockets — Марті Джанетті. Суперництво вилилося в матч, який Шон програв (а з ним і титул), на Raw від 17 травня 1993 року. Але вже 6 червня, завдяки своєму охоронцю (і другу в справжньому житті) Дізелю, HBK повертає пояс.
Цього ж року, у вересні, Майклз залишає компанію. Сюжетна причина полягала в тому, що Майклз не захищав титул більше дозволеного періоду; насправді Шон попросту не склав допінг-тест (хоча й досі заперечує цей факт). Але зовсім скоро, відхиливши пропозиції WCW, він повертається в федерацію і, на додачу до цього, робить декілька появ в United States Wrestling Association, з якою у WWF був підписаний договір про взаємну промоцію. На екрани повернувся на Survivor Series 1993 в командному поєдинку 3 на 3 проти Хартів.

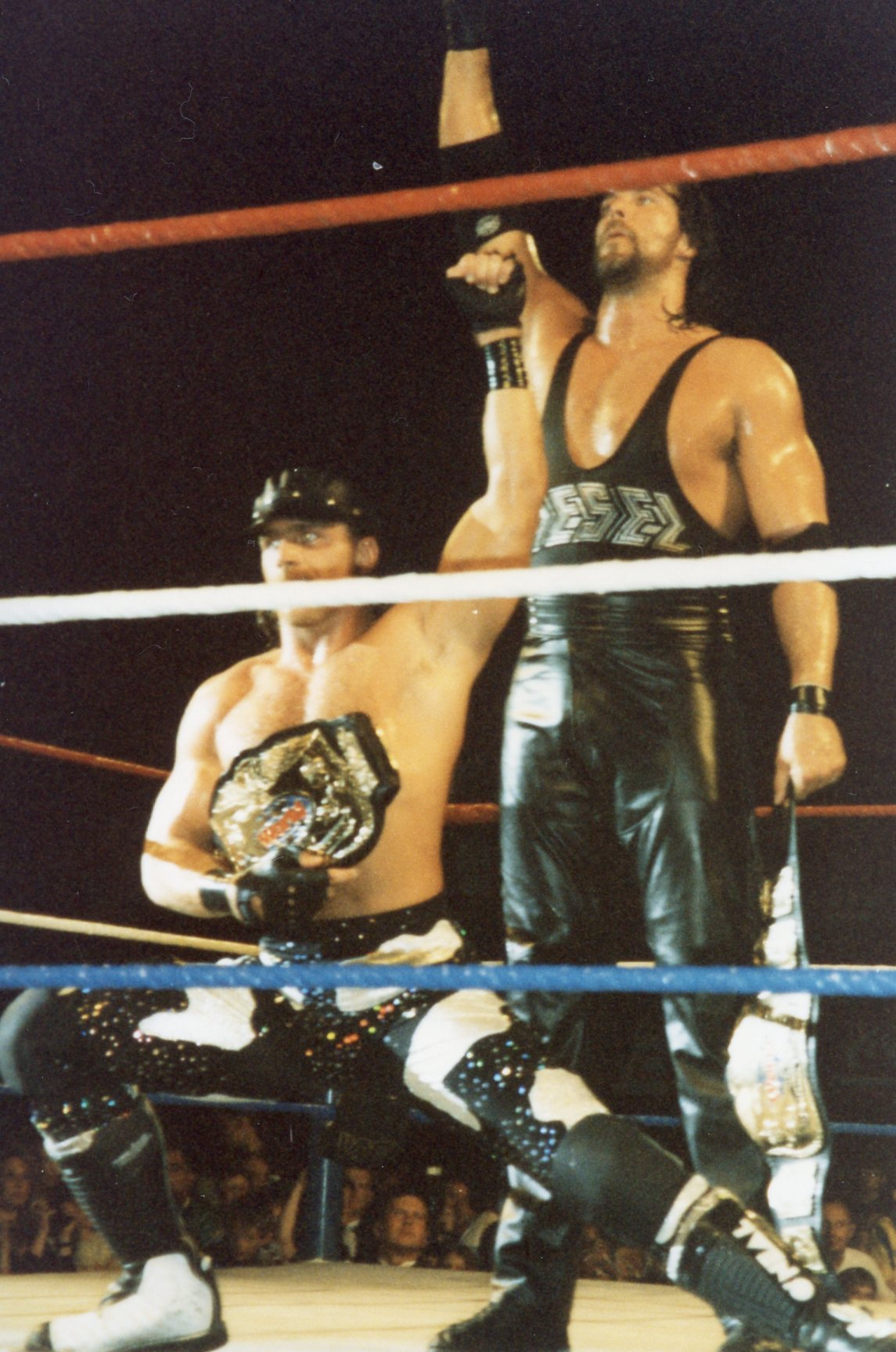
Шон Майклз та Дізель (Кевін Неш)

Вже незабаром розпочав ворожнечу з Рейзор Рамоном (Скотт Холл), який виграв інтерконтинентальний титул, поки не було Майклза. Оскільки Шон ніколи не програвав пояс в ринзі, то він оголосив себе істинним чемпіоном. Крім цього, він почав носити свій старий титул. Суперництво досягло апогею на Реслманії Х. Реслери зійшлися в матчі з драбинами, а обидва пояси висіли над рингом. Шон матч програв, але сам матч назвали матчем року, а WON дало йому 5 зірок.
28 серпня 1994 року Дізель та Майклз завоювали командне чемпіонство, здолавши The Headshrinkers (Саму і Фату. Наступного дня, на Summerslam, Шон, не бажаючи того, виконав суперкік Дізелю, що привело до їхньої ворожнечі. Суперництво тривало до Survivor Series. Опісля згасло на деякий час, але після того, як Шон виграв Королівську битву (і став першим переможцем, який вийшов під 1-им номером!), протривало до Реслманії XI (Дізель виграв світове чемпіонство, а переможець королівської битви автоматично ставав претендентом № 1 на нього). Крім цього, Шон повернув у компанію (в ролі охоронця) Сіда Вішеса, який зрадив Майклза і атакував його. Матч виграв Дізель. На деякий час Шон зійшов з екранів, оскільки Вінс Макмен хотів перетворити його на улюбленця публіки.

#### Чемпіонство WWF, утворення D-Generation X та Kliq (1995–1997)
В травні 1995 року відбулося повернення Шона на екрани. А вже 23 липня на In Your House 2: The Lumberjacks він переміг Джеффа Джаретта і виграв свій третій титул інтерконтинентального чемпіона. На Summerslam він захищав звання у матчі з драбинами проти Рейзора Рамона і переміг. В цей час Майклз стає учасником та лідером нового об'єднання — The Kliq (до групи належали Шон Волтман, Тріпл Ейч, Скотт Холл та Кевін Неш). З самого початку свого існування група викликала інтерес: вважалося, що вона має добрі стосунки з керівництвом компанії і за це дістає різні дивіденди. Майклз зі свого боку відповідав, що компанія просуває лише гідних реслерів. В жовтні 1995 на Майклза напало декілька чоловіків біля бару в Сірак'юсах. Через це побиття, на In Your House: Great White North Шон не зміг змагатися, а його титул був переданий Діну Дугласу. Однак, зовсім скоро, той програв титул іншому члену угрупування — Рейзору Рамону. Цей випадок розцінювався, як вияв впливу The Kliq. Через місяць, під час матчу проти Оуена Харта, Шон, після інзіґірі в потилицю, знепритомнів. Ніхто не знав, що все це відбулося по сценарію для того, щоб Майклз міг залікувати травму.
Повернення відбулося на Royal Rumble 1996, яку Шон виграв (другу королівську битву поспіль). Це дозволило йому стати першим претендентом на титул чемпіона WWF узяти участь у мейн-івенті Реслманії XII. На додачу до всіх цих успіхів у Майклза з'явився новий менеджер — його тренер Хосе Лотаріо. На Реслманії Майклз переміг Брета Харта у виснажливому матчі «Залізна людина»: після 60 хвилин була зафіксована нічия і переможець був визначений тільки в додатковий час. 19 травня 1996 року Майклз і його друзі по Kliq були залучені в ще одну подію, яку назвали «Викликом актора». Справа в тому, що Кевін Неш і Скотт Холл покидали компанію і переходили до головного суперника — WCW. Після того, як Майклз виграв матч у Дізеля, на ринг піднялися Тріпл Ейч та Рейзор Рамон і обійнялися. Оскільки Шон та Скотт були фейсами, а Неш та Лавескі — хілами, це все завдало неабияких проблем сценарію, а до Тріпл Ейча застосували відповідні санкції. На здобутки Майклза це, однак, не сильно вплинуло, адже протягом майже цілого року він утримував титул. Чемпіонству прийшов кінець на Survivor Series 1996, коли він програв титул Сіду Вішесу, своєму колишньому охоронцеві. На Королівській битві 1997 Шон взяв реванш і повернув пояс.

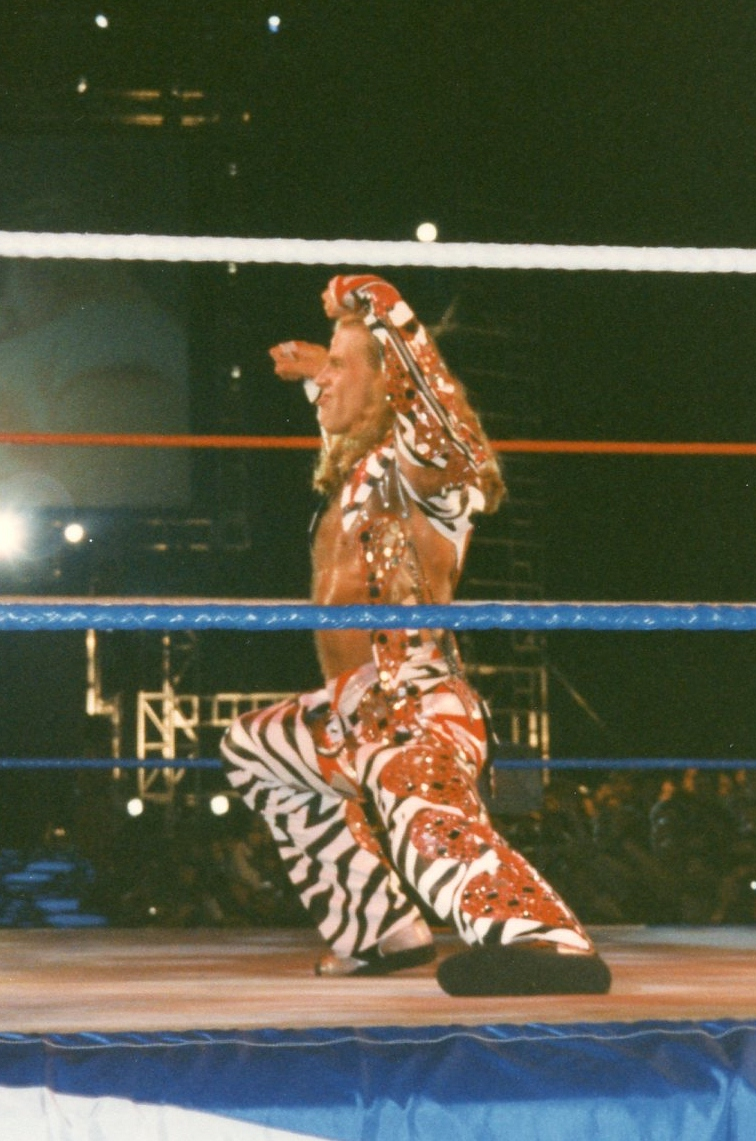
Шон Майклз на шоу WWF One Night Only

Згодом, на спеціальному випуску Raw майклз оголосив про свою відмову від титулу і про те, що в нього пошкоджене коліно, йому мають зробити операцію. Цю заяву Шона досі трактують неоднозначно і вважають, що він просто не бажав брати участь у матчі-реванші на Реслманії проти Бретта Харта, в якому, за попереднім домовленням, він мав програти. Після операції він повернувся і створив команду зі Стівом Остіном; разом вони змогли виграти командні титули WWF. В своїй біографії Шон зазначив, що мав справжнє суперництво і ворожнечу з Хартом, який дав декілька інтерв'ю про Шона на телебаченні.
Широкому загалу про конфлікт стало відомо весною 1997 року. Обидва чоловіків виступили на телебаченні і зробили образливі висловлювання один про одного. Незабаром, в червні 1997 року, Шон на деякий час покинув компанію через справжню бійку з Бретом за лаштунками на одному з хаус-шоу. Конфлікт розгорівся після того, як Шон заявив, що, одружений на той час, Брет закрутив інтрижку з одною з дів WWF — Санні. Повернувшись на SummerSlam, він був призначений спеціальним рефері на матч між чемпіоном Андертейкером та Бретом Хартом. Матч закінчився ще одним інцидентом: Майклз завдав ненавмисного удару Андертейкеру і змушений був віддати пояс Харту. І хоча наступного Raw Шон всіляко запевняв аудиторію, що це все випадково, реакція публіки вказувала на початок хіл-терну від реслера. 20 вересня 1997 року на шоу WWF One Night Only Майклз переміг Британського Бульдога і виграв титул європейського чемпіона WWF. Фани були незадоволені поразкою Бульдога і своїми вигуками остаточно ствердили перетворення Майклза із фейса в хіла. Окрім цього, завдяки своїй перемозі Шон став першим володарем грендслему у WWF/WWE. В жовтні він зустрівся з Андертейкером у першому в історії матчі «Пекло в клітці», в якому здобув перемогу (щоправда, це сталося з появою монстра-новачка федерації - Кейна). Цей матч визнаний п'ятизірковим.
Тієї ж осені Майклз разом зі своїм приятелем — Полем Лавескі (Тріпл Ейч) створюють нове угрупування — D-Generation X. Окрім них членами «банди» стали Чайна та Рік Руд. Не припинялося суперництво проти Брета Харта і Hart Foundation. Шон всіляко ображав і знущався над Хартами та Канадою, одного разу висякавшись на канадський прапор (пізніше він заявив, що це була ідея Харта). Кульмінацією протистояння стала «Монреальська підстава», під час якої Брета Харта залишили чемпіонства WWF. Тепер Майклз володів і титулом європейського чемпіона і головним титулом. Європейський титул він згодом віддасть Тріпл Ейчу у матчі-пародії.

#### Травма та згортання активної кар'єри (1998–2002)

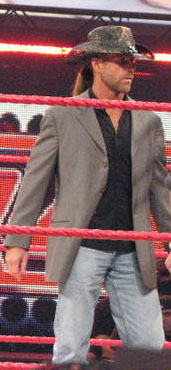
Майклс був комісаром WWF у 1998 році.

На Royal Rumble 1998, в поєдинку з домовиною проти Андертейкера, Майклз отримує справжню травму спини (міжхребцеву грижу). Ушкодження виникло після невдалого бек баді дропу від Андертейкера, після якого Шон, випавши з рингу, вдарився об труну. Ця подія вибила його з головної події No Way Out of Texas: In Your House та змусила згорнути активні виступи. Останнім матчем став поєдинок проти Стіва Остіна на Реслманії XIV, де Шон програв титул.
Через 5 місяців Майклз робить неочікуване повернення як коментатор шоу Raw від 13 липня. Згодом його появи почастішали: так 23 листопада він замінив Сержанта Потрошителя на посаді комісіонера (персонаж, який оголошував та планував матчі від імені керівництва). Протягом кінця 1998 року та початку 1999 Майклз постійно з'являвся на телебаченні в цій ролі. 4 січня 1999 року він повторно вступив в DX. Після цього він зник на декілька місяців, аби пройти через ще одну операцію. Коли він повернувся DX вже розпалася.
Були ще поодинокі появи протягом весни і літа 1999 року. Після цього протривав період без появ Шона. Тільки 15 травня 2000 року Майклз появився на телебачені, заявивши, що він буде спеціальним рефері на шоу Judgment Day. Сам матч був за правилами «Залізної людин» і в ньому зустрілися Рок та Тріпл Ейч. Через місяць Шон ще раз появився на Raw і передав повноваження комісіонера Міку Фолі. Опісля він перестав з'являтися на екранах. В цей час ним була відкрита школа реслінгу Шона Майклза. В 2002 році він віддав її на повне управління Руді «Бою» Гонсалезу (співзасновнику школи), оскільки Шон підписав новий контракт WWE. Він також вів спортивні новини на місцевому каналі в Сан-Антоніо, коли не появлявся у федерації.

### WWE

#### nWo; Ворожнеча з Triple H (2002–2004)

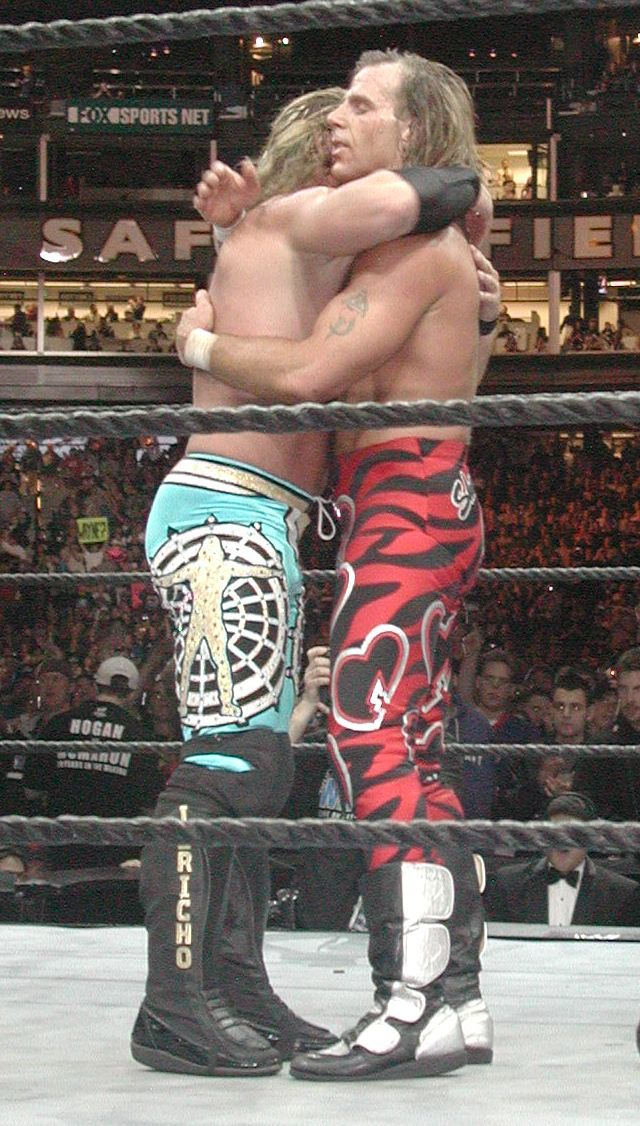
Шон Майклз та Кріс Джеріко на Реслманії ХІХ

Після 18 місяців відсутності Майклз повернувся в WWE. 3 червня було оголошено, що він став новим членом реорганізованого nWo, засноване Кевіном Нешом. Команда дуже швидко розпалася. Згодом Шон розпочав ворожнечу з Тріпл Ейчом: на Raw від 22 липня Шон і Лавескі мали відродити DX, але під час виконання фірмового «Suck it» останній напав на Майклза і виконав Педігрі. Через тиждень Тріпл Ейч напав на Шона ззаду на парковці і розбив вікно машини головою Шона. Через постійні атаки Майклз кинув виклик Лавескі на несанкціонований матч на SummerSlam; виклик був прийнятий. Свій перший матч з часів Реслманії 14 Шон виграв, але після матчу дістав удар молотом по спині він переможеного. На Survivor Series Шон виграє титул чемпіона світу у важкій вазі WWE (який належав Тріплу Ейчу) в першій в історії «Клітці знищення». Тайтл-рейн протривав тільки місяць і закінчився після поразки колишньму чемпіону в матчі «Три кола пекла» на Armageddon.
Новим суперником для Шона став Кріс Джеріко, який оголосив себе наступним «Шоном Майклзом». 13 січня Джеріко виграв роял-батл і здобув право вибирати номер входу на Royal Rumble 2003. Він вибрав № 2 тільки тому, що було відомо яким вийде Майклз (був першим учасником). З допомогою Крістіана Джеріко викинув Шона з рингу. На Реслманії XIX Майклз взяв реванш, але після матчу дістав удар в пах.
Тривала і ворожнеча з Тріпл Ейчем, але до цього тандему додали ще Кріса Бенуа. Троє зустрілися в потрійному матчі на Реслманії ХХ, в якому перемогу здобув Бенуа. На Bad Blood Майклз програв Лавескі у матчі «Пекло в клітці». Він ще раз програв йому, втративши шанс завоювати титул чемпіона у важкій вазі, на Taboo Tuesday. На деякий час Шон зійшов з екранів через ушкоджений меніск.

#### Різні суперники (2004–2005)
На Royal Rumble 2005 викинув з рингу Курта Енгла. Останній дуже сильно розлютився, повернувся на ринг, перекинув Шона через канати і зафіксував на ньому енкл-лок. В свою чергу Майклз кинув виклик Курту на WrestleMania 21, який той прийняв. 14 березня 2005 року Шон об'єднався на один вечір з Марті Джанетті для матчу проти La Résistance. Через три дні на SmackDown! Джанетті програв Енглу. Курт послав ще декілька «повідомлень» Майклзу, коли замкнув енкл-лок на Сенсаційній Шеррі — колишній подружці Шона. На Реслманії Курт Енгл здобув перемогу завдяки больовому. Через два місяця відбувся матч-реванш, в якому переміг Шон.
Наступного після Реслманії Raw на Шона напали Муххамед Хассан та Дайварі. Наступного випуску Шон попросив у Еріка Бішоффа нерівного матчу проти лиходіїв, але запрошена зірка відмовилася, пообіцявши знайти партнера для Шона. Сам Майклз забажав у партнери Халка Хогана. 18 квітня, на черговому випуску «червоного» шоу, Хассан знову напав на Шона, але останнього спас Хоган, який повернувся того вечора. На Backlash Майклз і Хоган перемогли Муххамеда і Дайварі. 4 липня був ще один командний поєдинок Хоган-Майклз, який команда виграла , але під час післяматчевого позування Шон виконав суперкік Хогану і зробив свій перший, після повернення, хіл-терн. Обидвоє зустрілися на Summerslam в матчі, в якому переміг Хоган. Після матчу Майклз подав Хогану руку, кажучи «мені треба було знати і я дізнався», і двоє реслерів помирилися рукостисканням. Шон покинув ринг, даючи змогу відсвяткувати Халку, і знову став улюбленцем фанів.

#### Відновлення DX (2006–2007)

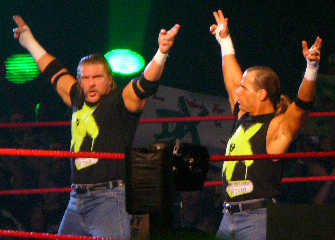
Відновлена DX

На Raw від 26 грудня 2005 року голова правління Вінс Макмен нагадав про участь Шона в «Монреальській підставі» і про його вину. Сам реслер сказав, що він лише був вірний компанії і виконував те, що казало йому робити керівництво. Також Майклз порадив Вінсу просто жити далі. На Royal Rumble, під час матчу, Вінс Макмен спустився до рингу і відволік Шона, а в цей час син Вінса — Шейн — викинув Шона з рингу. 13 лютого голова правління намагався змусити Майклза підписати документи про звільнення, але невдало. Через тиждень HBK виграв матч-гандикап проти Spirit Squad. Після матчу усі члени команди напали на Шона, але на допомогу останньому прибіг його перший партнер по команді — Марті Джанетті. Після цього Вінс Макмен запропонував Марті контракт, якщо той «поцілує його зад». Джанетті відмовився і вибрав собі інше випробування — «Masterlock challenge» Кріса Мастерса. Сам Шон намагався допомогти другу, але на нього напав Шейн Макмен і змусив Майклза поцілувати батьків зад. На Saturday Night's Main Event Шейн переміг Шона у «вуличній бійці». Сама перемога дуже сильно нагадувала «Монреальську підставу»: в момент коли Шейн замкнув шарпшутер, Вінс віддав наказ вдарити в дзвін і оголосити його сина переможцем. Майклз взяв реванш на WrestleMania 22, коли переміг Вінса Макмена у матчі без дискваліфікацій. На Backlash син і батько перемогли Шона і «Бога» завдяки Spirit Squad. На Raw від 22 травня Шон дістав травму коліна і на деякий час зник з екранів.
Протягом 2006 року відбувалися події, які вказували на відродження DX: під час свої матчів на Реслманії 22 обидвоє виконували фірмові чопи; теж саме відбувалося і на Raw. Нарешті, 12 червня відбулося офіційне відродження команди. На Vengeance 2006 DX перемогли Spirit Squad у нерівному матчі «п'ятеро проти двох». Вони також перемогли на другому того року шоу Saturday Night's Main Event в матчі 5 на 2 з вилученнями і перемогли Шейна і Вінса на SummerSlam. DX ще раз зустрілась з Макменами (і чемпіоном ECW Біг Шоу) на Unforgiven в матчі «Пекло в клітці», причому після перемоги "засунули" в зад Біг Шоу обох Макменів.
На Cyber Sunday DX змагалися з Rated-RKO (Ренді Ортон та Едж). Голосами фанів суддею матчу був назначений Ерік Бішофф; під час матчу той дозволив використати стілець Ренді та Еджу, що дозволило їм виграти. Це була перша поразка DX з моменту відродження. На Survivor Series 2007 DX здобули чесну перемогу. На New Years's Resolution Тріпл Ейч розірвав свій квадріцепс протягом командного матчу; Rated-RKO оголосили про кінець існування D-Generation X. Шон пообіцяв розібратися з ними і перейшов від погроз до дій 15 січня 2007 року, коли після матчу-гандикапу проти Еджа і Ренді, виконав останньому кон-чейр-ту.

#### Різні протистояння (2007–2009)
На Raw, яке вийшло в ефір 29 січня, Майклз, в команді з Сіною, завоював командне чемпіонство. Наступного тижня він переміг в трьохсторонньому поєдинку Еджа і Ренді Ортона, заробивши таким чином право на бій за чемпіонство WWE. Бій відбувся на Реслманії 23 і Шон його програв. Наступної ночі Сіна і Майклз виступили в командному роял-баттлі, захищаючи командне чемпіонство. Зробити це їм не судилося, оскільки Шон власноручно викинув Сіну з рингу. Ворожнеча між реслерами наростала і вилилась в поєдинок на Backlash за титул чемпіона WWE. Окрім них двох в матчі виступали ще й Едж та Ренді Ортон. Матч закінчився успішним захистом звання від Сіни.
Далі Майклз почав ворогувати з Ренді Ортоном, який заявив, що може побити Шона. Було оголошено про їх поєдинок на Judgment Day 2007. Якраз перед матчем, коли Шон давав інтерв'ю, Ренді напав на нього. Безпосередньо під час матчу Шон знепритомнів і рефері зупинив матч. Після матчу Ортон продовжував бити суперника і виконав свій фінішер — РКО — після чого Майклза вивезли з арени. Травма була, насправді, сюжетна і дозволила Шону лягти на операційний стіл через проблеми з коліном. Повернення відбулося 8 жовтня, коли під час святкування новоспеченого чемпіона Ренді Ортона залунала музика Майклза; Шон виконав Світ Чін М'юзік Ортону і на очах у Вінса Макмена відсвяткував нокаут чемпіона. На Cyber Sunday 2007 HBK зустрівся з Ренді у матчі з титулом на кону; чемпіон, завдяки своїй дискваліфікації, титул зберіг. На Survivor Series Майклз отримав ще один шанс на титул, але знову програв.

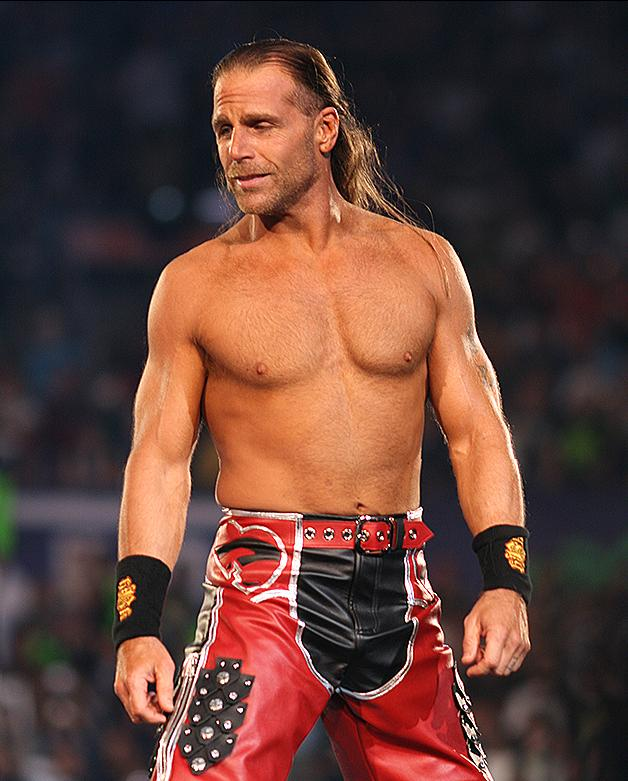
Шон на Реслманії XXIV перед матчем проти Ріка Флера

Згідно з сценарієм, Майклз зустрівся з Ріком Флером на Реслманії XXIV в матчі з кар'єрою Ріка на кону. Майклз виконав свій фінішер в кінці поєдинку і поставив крапку в кар'єрі Ріка в WWE. Це породило конфронтацію з другом Ріка — Батистою — який назвав Шона егоїстом. Обидвоє зустрілися на Backlash 2008 у матчі із спеціально запрошеним рефері — Крісом Джеріко. Майклз переміг після того, як він просимулював травму коліна і виконав Світ Чін М'юзік Батисті. Опісля, під час діалогу з Джеріко, Майклз визнав, що обманював. На Judgment Day Шон переміг Кріса, а на One Night Stand програв в матчі з каталками Батисті. Після цього матчу ворожнеча між реслерами стихла. На Raw від 9 червня на Шона напав Джеріко і протаранив ним телевізійний екран. Наступного тижня було оголошено, що в Майклза відшарування сітківки. На The Great American Bash Джеріко постійно атакував око Шона, допоки рефері не зупинив матч і не оголосив Джеріко переможцем.
Місяцем пізніше, на Summerslam, Майклз, разом зі своєю дружиною Ребеккою, вийшов на ринг і оголосив про завершення кар'єри. Зробити йому цього не судилося, адже на ринг вийшов Джеріко і, під час суперечки, ненавмисно вдарив дружину Шона. Майклз забажав провести несанкціонований матч проти Кріса на Unforgiven 2008. Матч він виграв після того, як рефері зупинив матч через нокаутованого Кріса. На No Mercy Джеріко і Майклз зустрілися в матчі з драбинами, і, чемпіон на той момент, Джеріко захистив свій титул.
В грудні 2008 року Шон Майклз став слугою ДжейБіЕля. За сюжетом його сім'я влізла у великі борги через фінансову кризу і він змушений був слугувати ДжйеБіЕлю. Основним завданням Шона було забезпечити перемогу наймача в матчі за чемпіонство у важкій вазі проти Джона Сіни на Royal Rumble. Майклз не справився із завданням і це вилилося в матч «все або нічого» проти ДжейБіЕля на No Way Out 2009. Шон виграв матч, його контракт було анульовано і виплачено усі гроші, які він мав дістати за рік служби у ДжейБіЕля.

#### Протистояння з Андертейкером та завершення кар'єри (2009–2010)

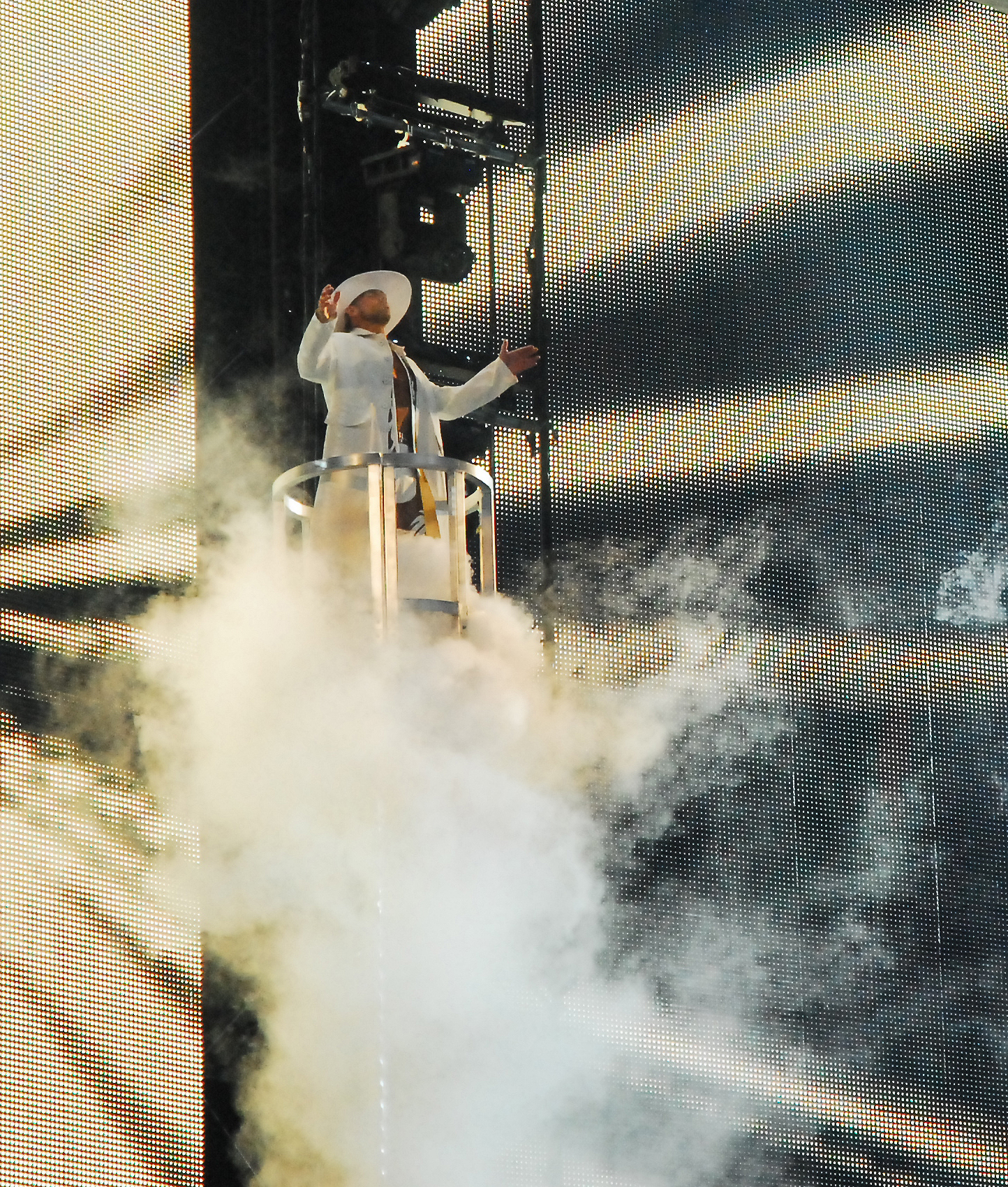
Вихід Майклза на Реслманії XXV

2 березня на Raw він став першим реслером у WWE, який переміг Владіміра Козлова. Це дозволило Шону стати суперником Андертейкера на Реслманії. Матч Майклз програв, а Андертейкер збільшив свою серію безпрограшних на Реслманії матчів до 17. Після цього матчу Шон на деякий час взяв перерву і не виступав.
Після перерви Шон вперше появився на екранах 10 серпня, бажаючи покинути компанію. Тріпл Ейч зустрівся з ним в кафе в Техасі, де по сюжету Шон працював шеф-кухарем, аби повернути його в WWE. Протягом сегменту з Шоном трапляється декілька неприємностей і він погоджується відновити кар'єру, відродити DX та боротися проти команди Legacy (Коді Роудз та Тед ДіБіазі). Суперництво команд вилилося в декілька матчів: на Summerslam перемогли DX, на Breaking Point, в матчі з підкоренням будь-де — Legacy, на Hell in a Cell 2009 — DX. Останнім матчем ворожнеча і закінчилася. На TLC 2009 Шон та Тріпл Ейч перемогли Біг Шоу та Джеріко (Джері-Шоу) і стали об'єднаними командними чемпіонами WWE. 4 січня Майклз помирився зі своїм давнім суперником — Бретом Хартом — і скріпив це рукостисканням; це саме відбулося і в реальному житті. DX втратили командні пояси в трьхсторонньму командному поєдинку команді Міза та Біг Шоу (окрім них участь ще брали SES). На Elimination Chamber Майклз втрутився в матч і позбавив Андертейкера можливості завоювати чемпіонство. Це вилилося в матч на Реслманії з кар'єрою Шона на кону. Матч виграв Андертейкер. Наступної ночі Майклз виголосив емоційну прощальну промову і завершив її словами «Шон Майклз покинув будівлю».

#### WWE Зал Слави та нова роль (2010 -)
14 грудня Майклз вперше після Реслманії з'явився на екранах в WWE. Він був нагороджений Slammy (момент року) за матч проти Андертейкера. Через три дні було оголошено, що Майклз підписав контракт з WWE і буде тепер виступати офіційним представником компанії. На Tribute to the Troops 2010 Шон на один вечір в парі з Тріпл Ейчем відновили DX. 10 січня було оголошено про включення Майклза в Зал слави WWE; того ж вечора його попробував висміяти Альберто дель Ріо, за що дістав Світ Чін М'юзік. 2 квітня Тріпл ЕЙч ввів в Зал Слави Шона Майклза. До них двох приєднався Кевін Неш та Шон Волтман, таким чином на один вечір Kliq відродилася. 27 червня на Raw він мав невелику конфронтацію з СМ Панком, а опісля виконав суперкік Девіду Отунзі і Майклу Макгіллікаті. Того ж вечора на Raw повернувся Даймонд Даллас Пейдж, якого перервав Дрю Макінтайр; Шон вийшов і покарав Дрю виконавши суперкік і йому.
Повернувся на RAW 13 лютого 2012 року і спробував переконати Гравця прийняти виклик Трунаря (реслер), однак Гравець був проти, аргументуючи тим, що не хоче переривати кар'єру Трунаря. Розмова дійшов до того, що Шон з Гравцем посварилися. На наступному RAW прийшов Трунар і змусив Triple H погодитися на бій. Гравець погодився на бій «Hell in a cell». На одному з таких шоу з'явився Шон, і Гравець погодився з рішенням Шона, так як і сам хотів цього. Йдучи, Шон сказав, що він буде спеціальним рефері в цьому бою. Після матчу Hell in a Cell, де переможна серія Трунаря не перервалася і стала 20-0, Шон і Трунар по-джентльменськи допомогли травмованому Гравцеві піти з рингу, а при виході з арени всі троє обнялися, як давні друзі..
24 січня 2013 року з'явився на арені NXT, аби нагородити перших командних чемпіонів NXT. Після церемонії відбулося ще одне об'єднання DX (разом з Кевіном Нешом). 1 квітня Майклз повернувся на арену RAW і запропонував свою моральну підтримку Тріпл Ейчу в матчі проти Леснара на Реслманії 29, ставши його менеджером. В результаті Тріпл Ейч переміг Брока Леснара, тим самим продовживши свою кар'єру, а Майклз виконав суперкік Полу Хейману. 7 жовтня Майклз повернувся на арену Raw і взяв участь у голосуванні за спеціального рефері у поєдинку Ортон проти Браяна на Hell in a Cell (2013) за титул Чемпіона WWE. Крім Шона у голосуванні брали участь Букер Ті та Боб Бекленд. У голосуванні переміг Майклз. На Hell in a Cell (2013) після того, як Брайан атакував Triple H Шон провів Sweet Chin Music Брайану, після чого Ортон успішно втримав Брайана. На RAW від 9 грудня Шон Майклз був нагороджений статуеткою Slammy Awards в номінації Підстава Року, за підставу яку він вчинив на Hell in a Cell (2013). 23 грудня на RAW Шон Майклз вступив у конфронтацію з СМ Панком.
Шон повернувся 25 серпня 2014 року на RAW, де разом з Халком Хоганом і Ріком Флером обговорювали матч Леснара і Сіни на PPV Night of Champions (2014).

## Особисте життя
Першою дружиною Хікенботтома була Тереза Вуд. Його теперішня дружина — колишня Nitro girl Ребекка Хікенботтом (до шлюбу Курсі), яка виступала під псевдонімом Віспер. Вони одружилися 31 березня 1999 року в Лас-Вегасі. Єдиною персоною на церемонії, окрім пари, був «Елвіс»-священник. Подружжя виховує двох дітей: сина Камерона Кейда (народився 15 січня 2000 року) та доньку Шеєн Мішель (народилась 19 серпня 2004 року). У Шона є кузен — Метт Бентлі — професійний реслер, який виступав в WWE і TNA.
У Хікенботтома є кілька татуювань: серце, пробите мечем, а навколо меча обвивається змія у вигляді букви «S»; на безіменному пальці носить букву «R» (Ребекка); інше татуювання довкола його зап'ястка — імена його дітей. На його лівій нозі є портрет його дружини, на іншій нозі — штат Техас. Нарешті, над останнім татуюванням в нього зображено розбите серце з написом «HBK».
У 1996 році Шон позував для журналу Playgirl.
Шон — амбідекстр; цю рису він виробив ще в школі, коли грав у футбол. Він використовує свою праву руку аби малювати і ліву аби писати. Переважно він використовує свою праву ногу для виконання «Світ Чін М'юзік», але міняє руку при виконанні елбов дропа. Вболіває за Сан-Антоніо Сперс.
Хікенботтом виховувася як римо-католик, але зараз належить до так званих «неконфесійних християн». Під час своїх виходів припадав на коліна і шептав «молитву». З'являвся на TBN разом зі Стінгом.

## В ринзі
- Фінішери

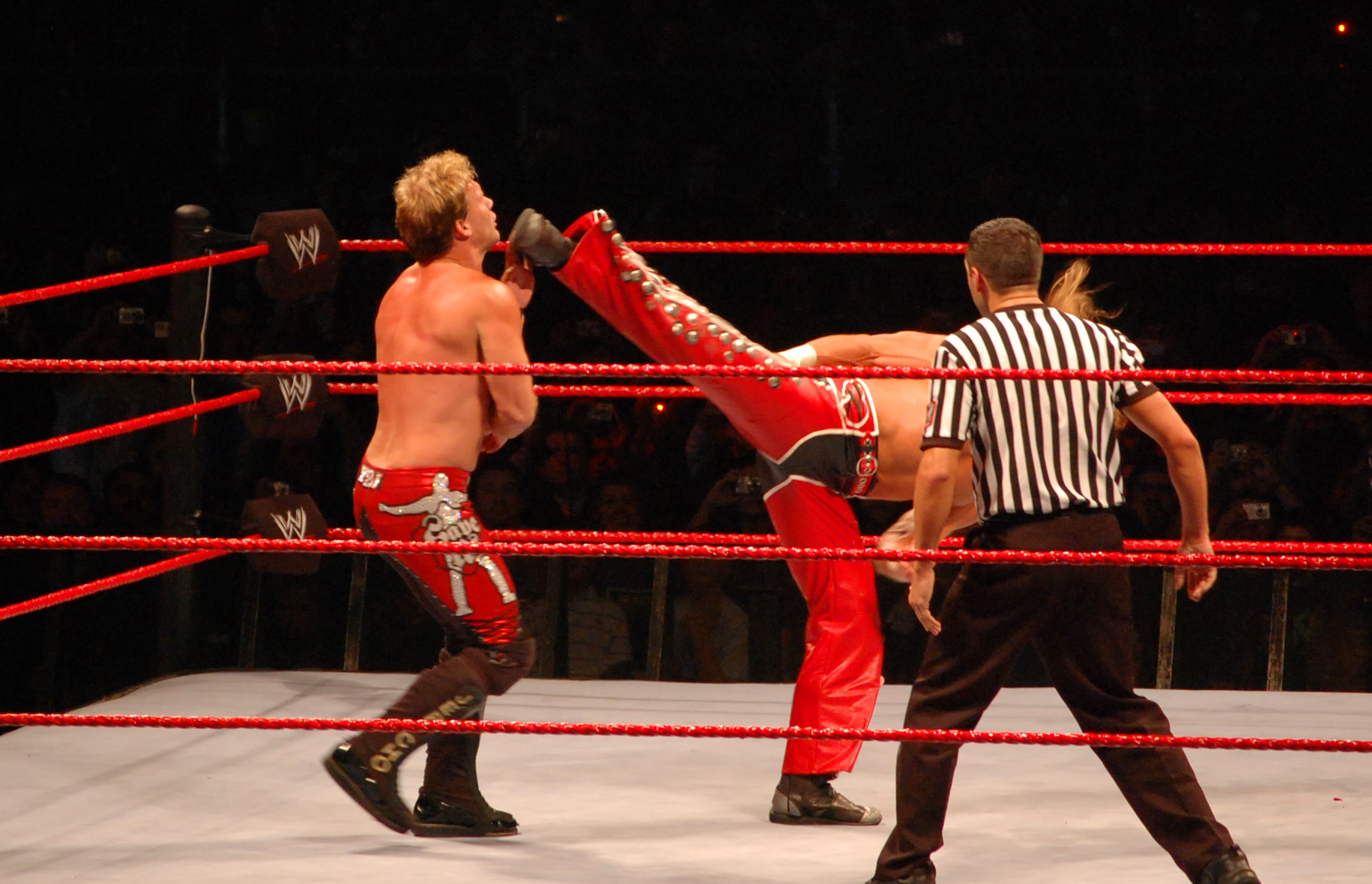
Фінішер Майклза — Світ Чін М'юзік

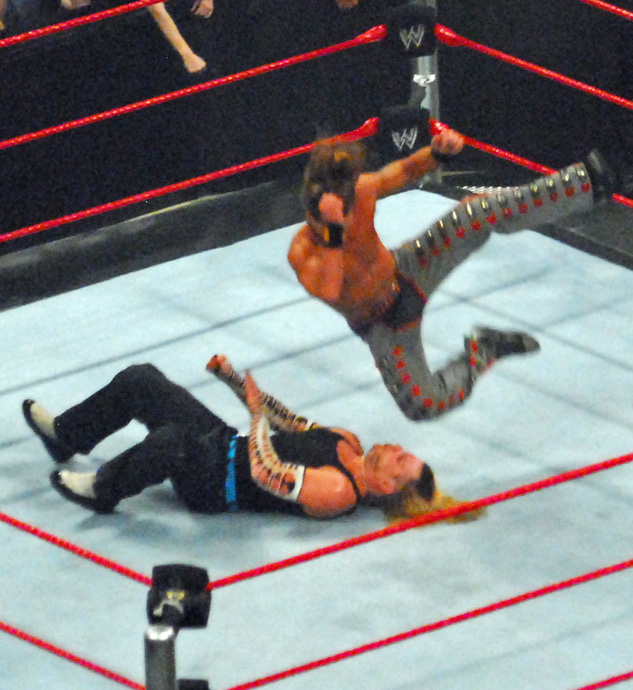
Елбов дроп

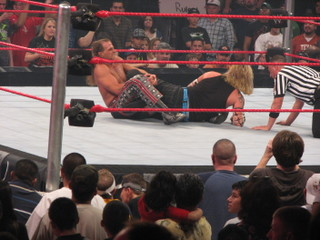
Захват «Четвірка»

  - «Четвірка»; Фігур фор леглок (Figure Four Leglock)[166] — рідко використовувався після 2008
  - Світ Чін М'юзік (Суперкік) (Superkick)[2]
  - Тірдроп суплекс; Лег хук сайто суплекс (Leg hook Saito suplex)[167] — 1992–1993
- Коронні прийоми
  - Арм треп кросфейс (Arm trap crossface)[168] — 2007–2010
  - Бекхенд чоп (Backhand chop)[168]
  - Беллі ту бек суплекс (Belly to back suplex)[167]
  - Дайвінг дабл ейкс хендл (Diving double axe handle)
  - Дайвінг елбов дроп (Diving elbow drop)[1]
  - Дропкік (Dropkick)[167]
  - Флаїнг фореарм смеш (Flying forearm smash) і після нього кіп-ап (kip-up)[1]
  - Інвертед атомік дроп (Inverted atomic drop)[1]
  - Мунсолт (Moonsault)
  - Скін зе кет (Skin the cat)[74]
  - Слінгшот кросбаді (Slingshot crossbody)[167]
- Команди і угрупування
  - The Rockers
  - Two Dudes with Attitude
  - The Kliq
  - D-Generation X
  - The Corporation
- Менеджери
  - Дізель
  - Хосе Лотаріо
  - Сенсаціна Шеррі[18]
  - Сід Вішес
  - Рік Руд
  - Тріпл Ейч
  - Хорнсвогл
- Нікнейми
  - «The Heartbreak Kid (HBK)»[2][167]
  - «Sexy Boy»[2][167]
  - «The Showstopper»[2][167]
  - «The Most Honored Champion In WWE History»[2][167]
  - «The Headliner»[1][167]
  - «The Main Event»[2][167]
  - «The Icon»[1]
  - «Mr. WrestleMania»[1]
  - «Mr. Hall of Fame»
  - «The Best Of The Best»[2][167]
  - «Leader of New Generation»
- Вступні музичні теми
  - «Sexy Boy» — у виконанні Сенсаційної Шеррі, Джиммі Джонстон та Джиммі Харт (15 лютого 1992 — 30 січня 1993)
  - «Sexy Boy» — у виконанні Шона Майклза, Джиммі Джонстона та Джимі Харта (13 лютого 1993 — 9 листопада 1997; 30 листопада 1998 — 26 червня 2000; 3 червня 2002 — 12 червня 2006; 9 квітня 2007 — 5 квітня 2009; 26 березня 2010 — по нині)
  - «Break It Down» — за участі членів DX (10 листопада 1997 — 29 березня 1998; 19 червня 2006 — 2 квітня 2007; 24 серпня 2009 — 1 березня 2010; 23 липня 2012; досі як член DX)

## Досягнення
- American Wrestling Association
  - Командний чемпіон AWA (2 рази)[7] — з Марті Джанетті
- Central States Wrestling
  - Командний чемпіон NWA-CSW (1 раз)[7] — з Марті Джанетті
- Continental Wrestling Association
  - Командний чемпіон AWA Southern (2 рази)[1][7] — з Марті Джанетті
- Texas All-Star Wrestling
  - Командний чемпіон TASW (2 рази)[7] — з Полом Даймондом
- Texas Wrestling Alliance
  - Чемпіон світу уважкій вазі TWA (1 раз)[1][7]
- World Wrestling Federation / World Wrestling Entertainment
  - Чемпіон WWF/WWE (3 рази)[7]
  - Чемпіон світу у важкій вазі WWF (1 раз)[7]
  - Європейський чемпіон WWE (1 раз)[169]
  - Інтерконтинентальний чемпіон WWF (3 рази)[7]
  - Командний чемпіон світу WWE/WWF (5 разів)[170] — з Дізелем (2), Стівом Остіном (1), Джоном Сіною (1) та Тріпл Ейчем (1)
  - Командний чемпіон WWE (1 раз)[171]
  - Переможець королівської битви (1995, 1996)[7]
  - Четвертий чемпіон потрійної корони у WWE
  - Перший володар Великого Шлему у WWE[7]
  - Член Залу слави WWE (клас 2011 року)
  - Слемі за найкращий вихід (1996)
  - Слемі «Master of Mat Mechanics» (1996)
  - Слемі за матч року (1996) проти Рейзора Рамона в матчі з драбинами на Summerslam
  - Слемі «Leader of the New Generation» (1996)
  - Слемі за найкращий фінішер (1997)
  - Слемі за найкращий матч року (1997) проти Брета Харта в матчі «Залізна людина» на WrestleMania XII
  - Слемі за найкращий матч року (2008) проти Ріка Флера на WrestleMania XXIV
  - Слемі за найкращий матч року (2009) проти Андертейкера на WrestleMania XXV
  - Слемі за найкращий момент року (2010) проти Андертейкера WrestleMania XXVI

↑ В жовтні 1990 року Шон та Марті перемогли Хартів і завоювали командне чемпіонство. Проте, офіційно це шосте Шонове чемпіонство не враховується.
- Wrestling Observer Newsletter
  - П'ятизірковий матч (1994) проти Рейзора Рамона в матчі з драбинами на Wrestlemania X.
  - П'ятизірковий матч (1997) проти Андертейкера в тачі «Пекло в клітці» на Bad Blood:In Your House.
  - Найкращий бейбіфейс (1996)[172]
  - Суперництво року (2004)  проти Тріпл Ейча та Кріса Бенуа[172]
  - Суперництво року (2008)  проти Кріса Джеріко[172]
  - Матч року (1994)  проти Рейзора Рамона на Wrestlemania X.[172]
  - Матч року (2008)  проти Кріса Джеріко в матчі з драбинами на No Mercy 2008.[172]
  - Матч року (2009)  проти Андертейкера на WrestleMania XXV.[172]
  - Матч року (2010)  проти Андертейкера на WrestleMania XXVI.[173]
  - Найбільш харизматичний реслер (1995, 1996)[172]
  - Команда року (1989)  The Rockers [172]
  - Найгірше суперництво року (2006)  з Тріпл Ейчем проти Шейна і Вінса Макменів[172]
  - Зал слави Wrestling Observer Newsletter (2003)[174]
- Pro Wrestling Illustrated
  - Суперництво року (2008)  проти Кріса Джеріко
  - Матч року (1993)[175] проти Марті Джанетті
  - Матч року (1994)[176] проти Рейзора Рамона в матчі з драбинами на Реслманія Х
  - Матч року (1995)[4] проти Кевіна Неша на Реслманія XI
  - Матч року (1996)[4] проти Брета Харта в матчі «Залізна людина» на Реслманія XII
  - Матч року (2004)[175] проти Кріса Бенуа і Тріпл Ейча на Реслманія XX
  - Матч року (2005)[175] проти Курта Енгла на Реслманія 21
  - Матч року (2006)[175] vs. проти Вінса Макмегона на Реслманія 22
  - Матч року (2007)[175] проти Джона Сіни на Raw 23 квітня
  - Матч року (2008)[175] проти Ріка Флера на Реслманія XXIV
  - Матч року (2009)[177] проти Андертейкера на Реслманія XXV
  - Матч року (2010)  проти Андертейкера на Реслманія XXVI
  - Найбільш надихаючий реслер (2010)[178]
  - Найпопулярніший реслер (1995, 1996)[176]
  - № 1 в списку п'ятиста найкращих реслерів (PWI 500) в 1996 році[179]
  - № 10 в списку п'ятиста найкращих реслерів (PWI 500) в 2003[180]
  - № 33 в списку найкращих ста команд («PWI Years») (2003 рік)[180]